# London Symphony Orchestra, Vol. 2
London Symphony Orchestra, Vol. 2 je album amerického kytaristy Franka Zappy společně s London Symphony Orchestra, vydané v roce 1987.

## Seznam skladeb
| Strana 1 | Strana 1   | Strana 1 |
| Pořadí   | Název      | Délka    |
| -------- | ---------- | -------- |
| 1.       | Bogus Pomp | 24:32    |

| Strana 2       | Strana 2         | Strana 2 |
| Pořadí         | Název            | Délka    |
| -------------- | ---------------- | -------- |
| 1.             | Bob in Dacron    | 12:12    |
| 2.             | Strictly Genteel | 6:53     |
| Celková délka: | Celková délka:   | 43:37    |

## Sestava
- The London Symphony Orchestra vedená Kentem Naganoem
- David Ocker – klarinet
- Chad Wackerman – bicí
- Ed Mann – perkuse